# Abu-Muhàmmad Abd-Al·lah as-Salimí
Nur-ad-Din Abu-Muhàmmad Abd-Al·lah ibn Humayd ibn Sul·lum as-Salimí (àrab: نور الدين ابو محمد عبد آااه بن حميد بن سلوم الساليمي, Nūr ad-Dīn Abū Muḥammad b. Ḥumayd b. Sullūm as-Sālimī) o, més senzillament, Abu-Muhàmmad Abd-Al·lah as-Salimí (al-Haykayn, prop d'al-Rustak, 1869 - prop d'al-Hamra, 1914) fou el restaurador de l'imamat a Oman el 1913.
Va quedar cec als 12 anys; va estudiar amb els ulemes que el 1868 van elegir com a imam a Azzan ibn Qays, però amb la restauració del sultanat el 1871 la resistència ibadita es va traslladar des d'al-Rustak, cap a la província d'al-Sharkiyya, amb el suport de les tribus ghafiris. El cap religios d'al-Sharkiyya, Salih ibn Ali al-Harithi, fou el seu mestre des de vers 1890. As-Salimí va iniciar els seus esforços per restablir l'imamat des de 1905 i aliat als Banu Riyam, la confederació ghafiri de les muntanyes d'al-Akhdar dirigida per Himyar ibn Nasir al-Nabhani (1874-1920), van aixecar la candidatura a l'imamat de Salim ibn Rashid (1884-1920) que havia estat alumne d'as-Salimí i era xeic dels Banu Kharus, una de les tribus aliades als Banu Riyam. El 1913 va aconseguir el seu propòsit i es va assegurar la lleialtat de les principals tribus de l'Oman central. As-Salimí va confiscar els waqfs per finançar el moviment i això va portar a un conflicte amb part de la seva pròpia gent, encapçalada per Madjid ibn Khamis al-Abri (vers 1837-1927). Quan as-Salimí anava de camí a al-Hamra per entrevistar-se amb el seu rival, va morir en un accident. Va escriure una història de l'imamat fins al 1910 que el seu fill Muhàmmad va continuar fins al 1954.